# Hypalastoroides heymonsi
Hypalastoroides heymonsi är en stekelart som först beskrevs av Edoardo Zavattari.
Hypalastoroides heymonsi ingår i släktet Hypalastoroides och familjen Eumenidae. Inga underarter finns listade i Catalogue of Life.